# Valorguiano
Il Valorguiano è una facies culturale del periodo Epipaleolitico (ultima fase del Paleolitico superiore, precedente immediatamente il Mesolitico). Precedentemente chiamato Romanelliano Provenzale, è contemporaneo e controparte di all'Aziliano, ma si distingue per l'assenza, fra gli strumenti litici, dell'Arpione. Fu definito da Max Escalon de Fonton in base ai ritrovamenti effettuati nel rifugio di Valorgues (sito nel comune di Saint-Quentin-la-Poterie) e dell'industria litica ad essa associata.
Esso copre parte orientale della costa di Linguadoca (Languedoc-est), parte occidentale della Provenza (Bouches-du-Rhone, Saint-Marcel, vari siti nella città di Marsiglia, riparo e rifugio Cornille Capeau nel comune di Istres ,rifugio Arnoux nel comune di Saint-Chamas e rifugio Marcouline nella città di Cassis), e del Basso Rodano (sito di Barn of Wonders II sulla città di Rochefort du Gard in Gard).
Il Valorguiano è datato il decimo e il nono millennio a.C. e si trova nella fase climatica di Allerød.